# Keratella morenoi
Keratella morenoi är en hjuldjursart som beskrevs av Modenutti, Diéguez och Segers 1998. Keratella morenoi ingår i släktet Keratella och familjen Brachionidae. Inga underarter finns listade i Catalogue of Life.